# Georges Addor
Georges Addor (* 24. September 1920 in Genf-Plainpalais; † 18. August 1982 in Genf) war ein Schweizer Architekt der Moderne. Er hat insbesondere die Planung und den Bau der Genfer Grosssiedlungen beeinflusst und vorangetrieben.

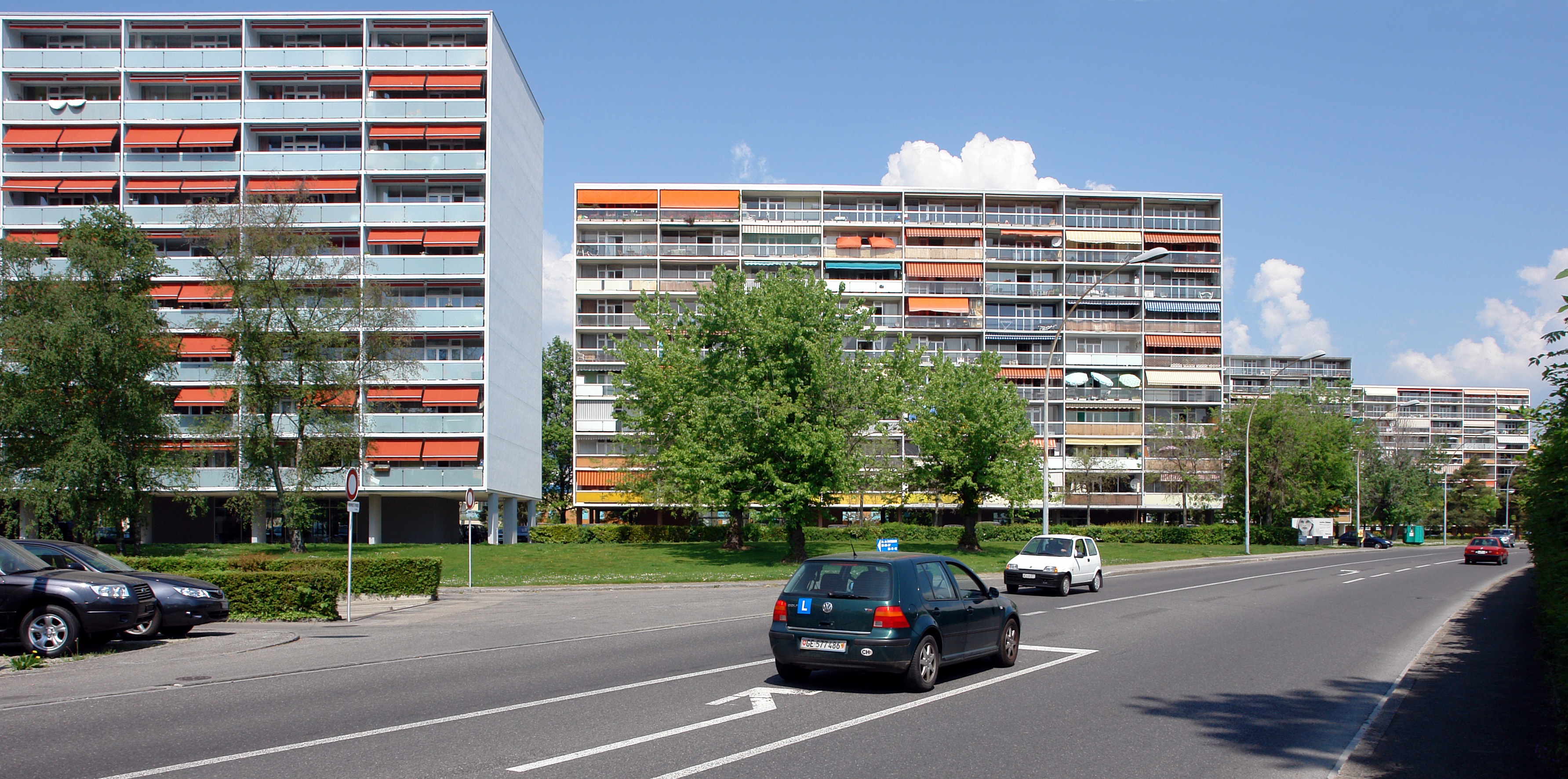
Cité Satellite Meyrin

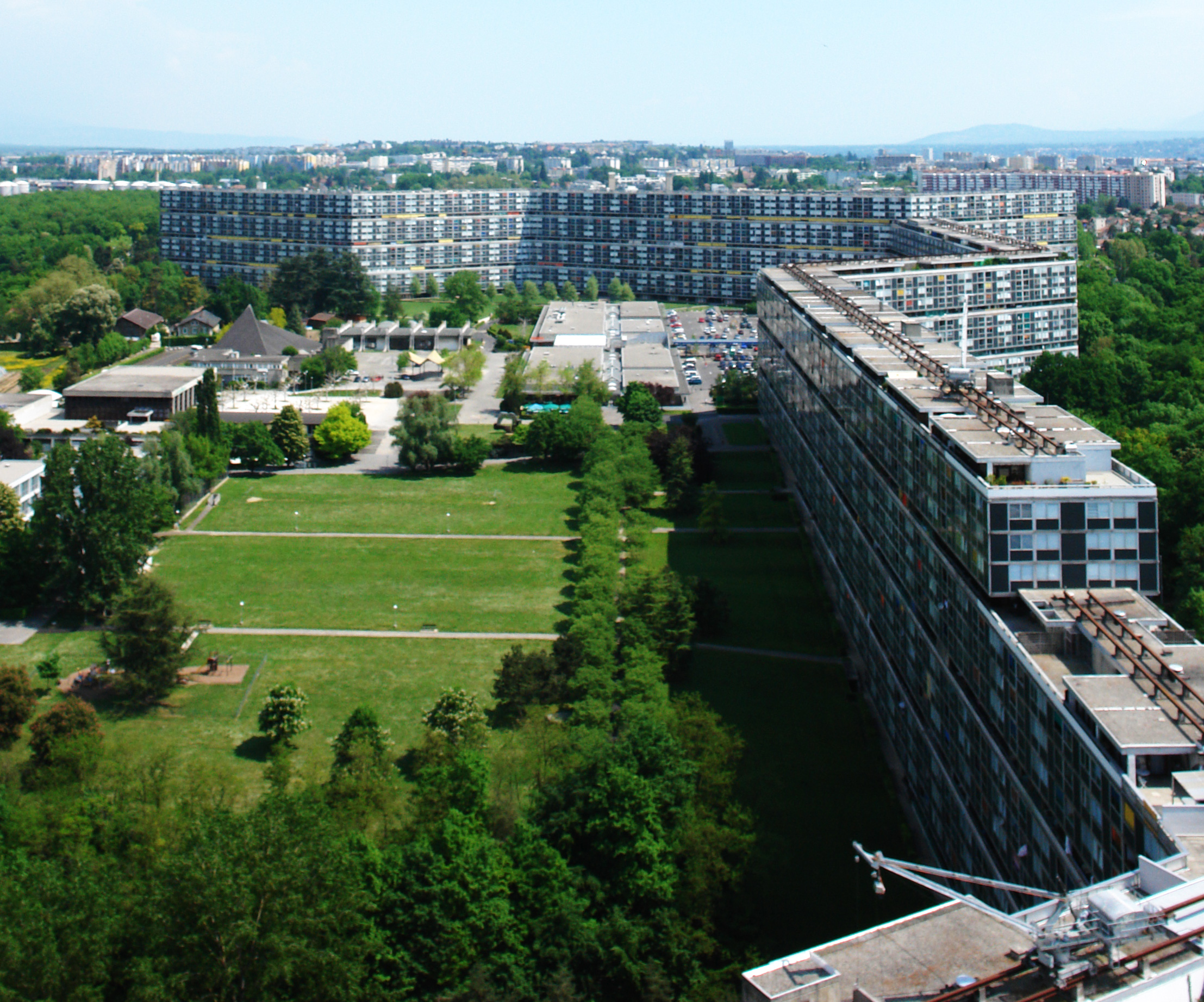
Wohnband der Cité du Lignon

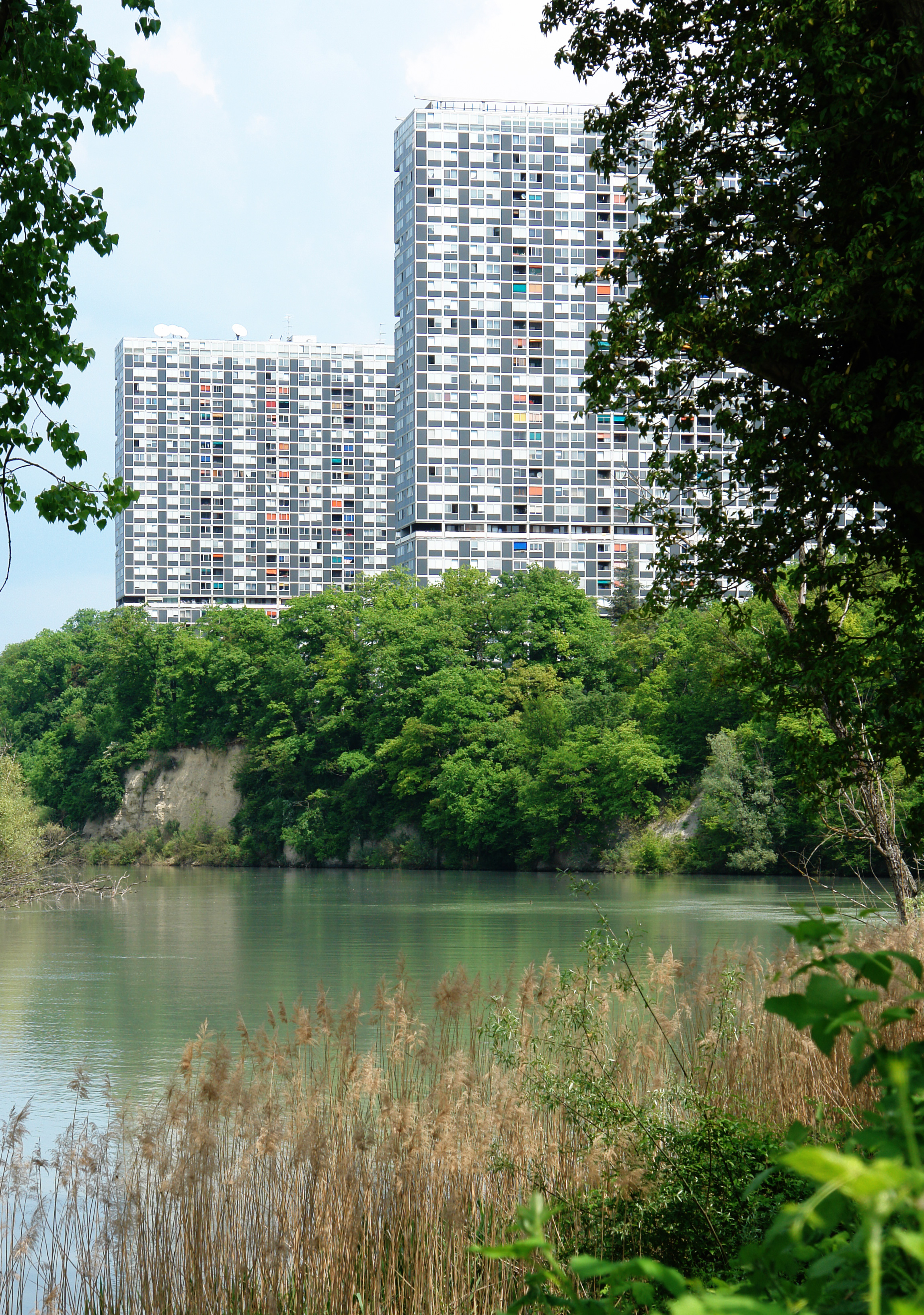
Hochhäuser über der Rhône

## Leben
Nachdem Addor, Sohn eines Maklers, 1940 bis 1943 Architektur und Jura in Genf parallel studiert hatte, konzentrierte er sich ganz auf das Architekturstudium und zog nach Zürich, wo er 1948 mit dem Diplom an der ETH abschloss. Anschliessend kehrte er nach Genf zurück, wo er am Geschäftssitz des Vaters ein Büro eröffnete, bei dem in der Folge Dominique Juillard und Jacques Bolliger mitarbeiteten.
Neben Bürogebäuden (Tamaro) und Schulen (Höhere Handelsschule Genf, Primarschule Budé) ist der Schwerpunkt seines Schaffens aber beim Wohnungsbau, vor allem den Genfer Grosssiedlungen, die nach dem Loi du développement des agglomérations urbaines entstanden (LDAU, Gesetz über die Entwicklung der städtischen Agglomerationen): In Meyrin entwarf er eine Anlage mehrerer zwölfgeschossiger, hintereinander angeordneter Wohnzeilen mit etwa 500 Wohnungen, der Parc de Budé bildet zusammen mit seinem Hotel Intercontinental ein Ensemble mit Luxuswohnungen in unmittelbarer Nähe zu den Einrichtungen der Vereinten Nationen, und im Vorort Vernier entstand nach seinen Plänen die Cité du Lignon, ein Komplex für 10'000 Einwohner.

## Bauten
- Cayla Sozialwohnungen, Genf, 1952–54
- Institut Batelle, Carouge, Genf, 1954–57
- TAVARO Verwaltungsgebäude, Genf, 1956–57
- Parc de Budé, Wohnüberbauung, und Hotel InterContinental, Grand-Saconnex, Genf, 1949–53
- Malagnou-Cité Wohnhaus, Genf,
- Höhere Handelsschule, Saint-Jean, 1959–60
- Cité Satellite Meyrin Meyrin, Genf, 1960–63
- Primarschule Budé, Grand-Saconnex, Genf, 1961–63
- Geschäftshaus Rolex, Genf-Plainpalais, 1961–63
- Cité du Lignon, Vernier, Genf, 1962–71